# 188 v.Chr.

Politieke situatie na de vrede van Apamea
"Vrije" Griekse steden
Rhodos: Romeinse bondgenoot
Pergamum: Romeinse bondgenoot
Seleuciden: verslagen vijand
Bij Egypte

Het jaar 188 v.Chr. is een jaartal in de 2e eeuw v.Chr. volgens de christelijke jaartelling.

## Gebeurtenissen

### Italië
- De Senaat beloont de steden Arpinum, Fondi en Formia in Latium met het Romeins burgerrecht. De bewoners krijgen formeel een brons getuigschrift, voor hun trouwe dienst aan Rome.

### Griekenland
- Philopoemen, leider van de Achaeïsche Bond, valt Laconië binnen en weet Sparta te demilitariseren, de Lycurgische staatsinrichting wordt afgeschaft.

### Klein-Azië
- Antiochus III de Grote accepteert de "Vrede van Apamea" (Frygië), In de vredesvoorwaarden moet hij zijn vloot ontbinden en aan Rome een oorlogsschatting van 15.000 talenten betalen.
- De Griekse steden aan de westkust van Anatolië komen onder Romeins protectoraat.
- Romes bondgenoten, Pergamon en Rhodos krijgen gebiedsuitbreiding.
- Hannibal Barkas, raadgever van Antiochus III, vlucht naar Bithynië.

### China
- Han Qianshaodi (188 - 184 v.Chr.) volgt zijn vader Han Huidi op als keizer van het Chinese Keizerrijk. Keizerin Lou verheft familieleden van de Lou-clan in de adelstand en regeert als regentes de Han-dynastie.

## Geboren
- Han Jingdi (~188 v.Chr. - ~141 v.Chr.), keizer van het Chinese Keizerrijk
- Leonidas van Rodos (188 v.Chr. - ???), Grieks hardloper

## Overleden
- Han Huidi (~210 v.Chr. - ~188 v.Chr.), keizer van het Chinese Keizerrijk (22)